# Gabriele Siegert
Gabriele Siegert (* 1963 in Augsburg) ist eine deutsche Publizistikwissenschaftlerin. Ihre Forschungsschwerpunkte liegen auf Medienmarken und Reputation, Werbung und Kommunikationsstrategien und Medienmanagement, insbesondere Management der Medienproduktion. Sie ist Professorin an und Vize-Rektorin der Universität Zürich.

## Leben und Ausbildung
Siegert ist Doppelstaatsbürgerin und in Besitz der deutschen und der Schweizer Staatsbürgerschaft. Von 2013 bis 2016 war sie Mitglied der Eidgenössischen Medienkommission (EMEK). Dort hat sie den Bundesrat und Behörden bezüglich Medien und der Entwicklung der gesellschaftlichen Kommunikation beraten.
Von 1982 bis 1987 studierte Siegert Wirtschafts- und Sozialwissenschaften an der Universität Augsburg. Ihre Dissertation verfasste sie im Jahr 1992 in Augsburg zum Thema „Marktmacht Medienforschung. Die Bedeutung der empirischen Medien- und Publikumsforschung im Medienwettbewerbssystem.“ Im Jahr 2001 legte sie ihre Habilitation zum Thema „Medienmarken-Management. Relevanz, Spezifika und Implikationen einer medienökonomischen Profilierungsstrategie“ an der Universität Salzburg ab. Gabriele Siegert ist seit 2023 Mitglied des Stiftungsrats der Schweizerischen Studienstiftung.

## Wissenschaftliche Arbeit
Nach ihrer Dissertation arbeitete Siegert als wissenschaftliche Mitarbeiterin am Lehrstuhl für Soziologie und empirische Sozialforschung an der Universität Augsburg. Von 1995 bis 2001 wechselte sie nach Salzburg, wo sie als Universitätsassistentin am Institut für Kommunikationswissenschaft arbeitete. Von 1999 bis 2000 war sie als Vertretungsprofessorin für Kommunikations- und Medienwissenschaft an der Universität Jena und der Hochschule für Musik und Theater in Hannover tätig. Seit 2001 ist Siegert als ordentliche Professorin für Publizistikwissenschaften mit Schwerpunkt Medienökonomie an der Universität Zürich tätig. Von 2009 bis 2013 war sie Direktorin des IPMZ – Institut für Publizistikwissenschaft und Medienforschung der Universität Zürich (heute IKMZ – Institut für Kommunikationswissenschaft und Medienforschung). Seit 2011 ist sie Vorsitzende der Stiftung für wissenschaftliche Forschung und Prorektorin für Geistes- und Sozialwissenschaften an der Universität Zürich. 2016 wurde sie als Prorektorin Geistes- und Sozialwissenschaften in die Universitätsleitung gewählt. Seit der Umstrukturierung der Universitätsleitung ist sie Prorektorin Studium und Lehre und Vizerektorin der UZH. Vom 1. Februar 2020 bis 31. Juli 2020 übernahm sie zudem das Amt der Rektorin ad interim der größten Schweizer Universität.

## Auszeichnungen
- Ehrenmitglied der Schweizerischen Gesellschaft für Kommunikations- und Medienwissenschaft (SGKM)
- Förderung durch den Deutschen Akademischen Austauschdienst (Forum Alpbach, 1988)[6]
- emma Award 2019 der European Media Management Association (2019)

## Projekte (Auswahl)
- 2016 bis 2018: Legitimacy Management of News Media Organizations; Konzeption und Leitung (gemeinsam mit J. A. Lischka und Stefanie Hangartner)[6]
- 2010 bis 2012: Schweizerischer Nationalfonds, Medien im Sog des Werbewandels. Konjunkturell und strukturell bedingte Veränderungen der Werbeinvestitionen und Werbeformate und ihre Folgen für die Medien[1]
- 2010: Kooperation mit BAKOM. Die Schweizer Medienbranche 2015 – rechnerische und narrative Szenarien der Medienzukunft
- 2009 bis 2013: Schweizerischer Nationalfonds, Projekt des NCCR, The Strategies and Processes of Issue Selection an Construction: Comparing Public Debates

## Publikationen
- Siegert, Gabriele/Brecheis, Dieter: Werbung in der Medien- und Informationsgesellschaft. Eine kommunikationswissenschaftliche Einführung. VS Verlag für Sozialwissenschaften, Wiesbaden 2017, ISBN 978-3-531-92276-8
- Siegert, Gabriele/von Rimscha, Bjørn M./Grubenmann, Stephanie (Hrsg.): Commercial communication in the digital age – information or Desinformation? Mouton De Gruyter 2017, ISBN 978-3-11-041650-3
- Siegert, Gabriele/Frey-Vor, Gerlinde/Stiehler, Hansjörg (Hrsg.): Medienforschung. UTB, Konstanz 2008, ISBN 978-3-8252-2882-8
- Siegert, Gabriele: Online-Kommunikation und Werbung. In: Schweiger, Wolfgang/Beck, Klaus (Hrsg.): Handbuch Online-Kommunikation. Wiesbaden: 434–460
- Siegert, Gabriele/Thomas, Nathan/Mellmann, Ulrike (Hrsg.): Werbung im internationalen Vergleich: Zustand und Entwicklung. Nomos, München 2009, ISBN 978-3-8329-4318-9
- Siegert, Gabriele/von Rimscha, Bjørn M. (Hrsg.): Zur Ökonomie der Unterhaltungsproduktion. Halem Verlag, Köln 2008, > ISBN 978-3-938258-75-0
- Siegert, Gabriele/Gerth, Matthias/Rademacher, Patrick: Brand identity-driven decision making by journalists and media managers – The MBAC model as a theoretical framework. In: International Journal on Media Management, 13 (1), 53–70 2011
- Siegert, Gabriele/Förster, Kati/Chan-Olmsted, Sylvia/Ots, Mart (Hrsg.): Handbook of Media Branding.Springer International, Berlin 2015, ISBN 978-3-319-18235-3
- Siegert, Gabriele/Wirth, Wernen/Weber, Patrick/Lischka, Juliane (Hrsg.): Handbuch Werbeforschung. Springer VS, Wiesbaden 2016, ISBN 978-3-531-17426-6
- Siegert, Gabriele/von Rimscha, Bjørn M. (Hrsg.): Medienökonomie – eine problemorientierte Einführung. Springer VS, Wiesbaden 2015, ISBN 978-3-531-18801-0